# الكسندر إي. مارتن
الكسندر إي. مارتن (بالإنجليزية: Alexander E. Martin)‏ هو سياسي أمريكي، ولد في 1867. حزبياً، نشط في الحزب الجمهوري. وقد انتخب عضو مجلس ولاية ويسكونسن.